# ジャ・ラマ

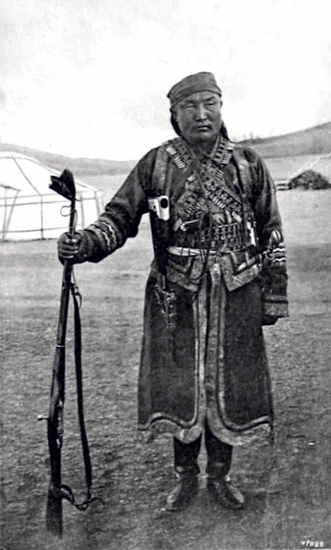
軍装のジャ・ラマ

ジャ・ラマ(Ja Lama)またはジャー・ラマ(1862年-1922年)は、19世紀末から20世紀初期にかけて、西モンゴル、中国、チベット、インド、ロシアなどで活動した西部モンゴルの反清独立運動の指導者の一人。カルムイク人とされるがその経歴には不明な点が多い。
アムルサナーの化身、贋ラマ、ダムビ・ジャンツァン、ダムビン・ラマ、テンペイ・ジャルツェン、パル・デン、シレン・ラマといった様々な名前で呼ばれた。また、反清独立運動の功績により、ボグド・ハーンから鎮国公の爵位や、ドクシン・ノヨン・ホトクト（勇猛な君主の化身ラマ）という称号を与えられていたこともある。
ラマの名の通り、チベット仏教の僧侶を名乗っていたが、かつて実際に僧侶であったのかは不明である。

## 経歴
ジャ・ラマの生い立ちには不明な点が多い。イワン・マイスキーは、1890年ごろ、ハルハにジャ・ラマが現れ、モンゴル独立思想を喧伝したと述べている。また、南モンゴルのドロンノール県やチベットで仏教を学び教義を極めたと語ったとも言われているが、マイスキーはこれも事実かどうか不明であるとしている。ジャ・ラマはさらに、自らがアムルサナーの孫であり、いずれモンゴル人を中国の支配から解放すると吹聴して回っていたという。その後、チベットからロシアへ向かう最中に中国の官憲に拘留された後、ジャ･ラマは十年間行方不明となった。
十年後、ジャ・ラマは、ピョートル・クズミッチ・コズロフのチベット探検隊の案内人として姿を現したが、その後再び十年間姿を消した。1910年ごろ、ジャ・ラマはカラシャールに現れたが、A.V.ブルドゥコフによれば、1910年のジャ・ラマと1890年代のジャ・ラマが同一人物であったかは疑わしいという。
やがて、1910年のジャ・ラマは、西部モンゴルのホブド管区の住民から熱烈な支持を受け、モンゴル民族の反清独立闘争の英雄としての名声を高めた。1912年には、ホブドに居た中国軍に宣戦を布告してホブド解放戦の先頭に立って戦い、重要な役割を果たした。しかし、後のモンゴルでは、ジャ・ラマが反革命分子として排除されたため、これらの功績は全く評価されていないばかりか、ホブド解放戦には参加していない上、外国のスパイであったような評価さえ見られるという。
反清独立運動で活躍した後、ジャ・ラマは西部辺境平定軍司令官の地位を得て、事実上のホブド地区の支配者となったが、領地を急進的なロシア式の改革と、残虐行為による恐怖政治で支配したため、住民の支持を失った。さらにロシアとの関係も悪化し、1914年にロシアのコサックに攻撃されて逮捕され、1918年までロシアのアストラハン地方で投獄された。
ロシア革命で釈放された後、再び中央アジアに戻ったジャ・ラマは、ゴビ砂漠中央部で盗賊活動を行い、ラサでウンゲルンがおくってきた使者を全員殺害して白軍とも対立することになる。ゴビ砂漠中央部に訓練された兵力を備えた強固な砦を建設し活動していたが、1922年に、「封建・君主主義的民族主義者」として、モンゴル新政府の差し向けたハルハ・モンゴル人の刺客に殺害された。
死後、彼の首はウリヤスタイに運ばれ、バザールの広場で晒された。連日多くの群集が彼の首を見に訪れ、首はツァガン・トルゴイ(白頭)という名で知られた。その後、ホルマリン漬けにされた首は人手を渡って行方不明になっていたが、後にサンクトペテルブルクのクンストカメラ(人類学・民族学博物館)にNo.3394の番号で保管されたという。

## ジャ・ラマに関連する作品
- 『ゼロ THE MAN OF THE CREATION』（愛英史・里見桂著）

第8巻の『呪われし銀パイプ』に、ジャ・ラマと思しき、19世紀中ごろにゴビ砂漠中央部で活躍した大盗賊の贋ラマのエピソードが登場する。ただしこの話の中では、贋ラマは悪行の限りを尽くす彼に思い余ったダライ・ラマが放った刺客によって殺害されたということになっており、史実とは異なっている。
- 『シルクロード(上)』（スヴェン・ヘディン著）

中央アジアを冒険中のヘディンは、1930年代にジャ・ラマの砦を訪問したことがある。その頃には既にジャ・ラマは亡くなっており、ヘディンは『ダムビン・ラマの盗賊の砦』として、廃墟となった砦の写真とともに、砦の間取りの様子や、主がハルハ・モンゴル人に殺害されたことを伝えている。